# 未央歌
《未央歌》是华裔作家鹿桥的著名小说，1945年完成，直到1967年在台湾由商務印書館发行，立刻引起轰动，争相购阅，新文学的代表作品之一。
这部作品以抗战时代雲南昆明西南联大为背景，描写了年轻学生的生活和理想的故事。书中人物个性鲜活，情节感人，风格清新、活泼，情调自信乐观。以积极的人生态度和真挚情感，谱成了一个真、善、美的永恒篇章。不以重大的题材，不以曲折的情节来吸引读者，而是以乐观的情调和亲和的哲理来感染读者，是《未央歌》重要的艺术成就，也是它的鲜明特色。台湾歌手黄舒骏曾以这部作品的故事題材写过同名歌曲。

## 主要人物
藺燕梅，就讀外語系，出生富有家庭卻能平等待人，個性天真、單純，擅長舞蹈、歌唱。曾在全校面前歌唱《玫瑰三願》，在校園極具人氣。
童孝賢，就讀生物系，天真誠懇活潑，很喜歡動物。
伍寶笙，就讀生物系，溫文爾雅，冷靜、有腦筋，以姊姊的溫暖形象呈現在書中。
余孟勤，就讀哲學系，正直剛毅，表現天行健的精神。是眾人中公認最適合藺燕梅的人選。
除四大主角外，書中還描繪通達敏慧的史宣文，勇敢坦蕩的淩希慧，羸弱美麗的喬倩垠，刻苦向學的朱石樵，淡泊名利的宴取中，有明智的馮新銜，有平和的沈家姐妹(沈蒹、沈葭)，有隨和的梁家姑娘(梁崇榕、梁崇槐)，乃至聰敏佻躂的范寬怡，優渥自信的范寬湖，庸俗自卑的宋捷軍，還有淵博的陸先生，曠達的金先生，幽然的顧先生和風趣的顧太太，慈祥而不失童心的女生舍監趙先生，以及社會上的眾多各色善良的人物，構成一個戰亂當頭、異域相聚、患難與共的友愛世界。